# 英國國會議員辭職方式
作爲英國其中一個憲政慣例，英國國會議員，亦即下議院議員，並無權辭去其議席。為了規避此限制，欲辭職的議員需申請出任至一「君主轄下之有薪官職」（Office of profit under the Crown）；根據法律，接受此類官職將使其自動喪失出任國會議員的資格。為此，英國保留了一法律擬制，將兩個無供給的皇室虛職——齊爾滕百戶管家兼行政官及羅富特莊園管家兼行政官——視作有薪官職，專作辭去議席之用。
自《1975年下議院喪失資格法令》通過後，「有薪官職」不再導致議員自動喪失議席，但法令特別將上述兩個職位歸入其他會導致喪失議席的職位（如法官、公務員、上議院神職議員等）之中，確保此憲政慣例得以延續。（議員因獲任這些職位而喪失議席的情況極為罕見；最近一次為1981年湯瑪斯·威廉斯因獲任命為巡迴法官而喪失其議席。）

## 用以辭去議席之官職
下議院議員若希望在下次大選前辭去議席，可向財政大臣申請出任一個會導致其喪失議員資格的官職。歷史上，所有「君主轄下之有薪官職」均可用於此目的，但現時只會使用下列兩個官職：
- 斯托克、德斯伯勒、伯納姆三個齊爾滕百戶皇室管家兼行政官（英语：List of stewards of the Chiltern Hundreds）
- 羅富特莊園皇室管家兼行政官（英语：List of stewards of the Manor of Northstead）

這兩個官職僅爲名義上的「有薪官職」——實際上並無職責或薪金。齊爾滕百戶最後一次任命管家治理已為16世紀；羅富特莊園的主建築在1600年已被形容為「不宜居住」。現時保留這兩個官職只是用以滿足《1975年下議院喪失資格法令》及其前身之法例要求。
這兩個職位會被交替使用以確保兩位議員如有需要可以同時辭職。若有超過兩名議員同時辭職——例如當十五名阿爾斯特統一黨議員爲了抗議《英愛協議》而在1985年12月17日集體辭職時，這些辭職會於同日分時段處理以使每位議員可短暫任命至其中一個職位。
出任這兩個職位會導致議員失去其議席，但職位擔任者可在申請解除職位後再次參選（如上述之十五名議員，當中十四名均在翌年補選中再次當選。）

## 歷史

### 起源
理論上，國會議員從未被允許辭職——國會一般會忽視或拒絕議員提出的辭職要求，僅在1604年至1629年間允許五位議員因健康不佳而辭職。1624年3月2日（新曆）國會通過決議正式禁止議員辭職：「……某人一旦經正式選舉當選議員，就不得放棄（議席）。」當時，擔任國會議員被視為一種義務，而非權力和榮譽的象徵。議員每次出席國會均需長途跋涉前往西敏宮——在交通極不發達的17世紀是一個頗為艱苦的旅程。再加上通訊並不發達，議員在國會開會時難以處理在選區的私人事務。更甚者，議員一職直至1911年為無薪職。
至於剝奪皇室官職人員參選議員之資格，其目的是要確保國會不受君主影響——國會認爲從皇室支取薪資者難以保持真正獨立。爲此下議院於1680年12月30日通過決議，規定若「未經本院允許，在任議員若出任任何來自皇室的有薪職位……即會被逐出本院。」 《1701年皇位繼承法令》則將決議寫入法律，表明「任何人一旦出任皇室職位或從皇室獲取利益，即不得擔任國會議員。」不過該禁令過於粗疏，導致出任內閣大臣亦會喪失下議院議席。條文最後被《1705年攝政法令》取代，改爲列出不得擔任國會議員的皇室職位，並且表明若因出任皇室官職而喪失議席的前任議員，只要該職位不在表列之中，仍可參與補選重返國會——換言之，允許在任議員透過出任皇室官職而從國會辭職或參與其他選區之補選。
早期國會議員使用不同虛職而辭任國會，如溫莎森林外護林員（Out ranger of his Majesty's Forest of Windsor；在1715年及1717年使用過兩次）、奧特福德領地主管（Head Steward of the Honour of Otford；在1742年使用過一次）等職位。最早在1740年，皇室管家（Crown Stewardship）一職便被視爲皇室官職——沃特金·威廉斯-韋恩從其父親繼承布羅姆菲爾德及耶魯莊園管家（ Stewardship of the Lordship and Manor of Bromfield and Yale）一職，被下議院視為自動喪失其國會議席。
愛爾蘭下議院亦在1793年通過法令禁止皇室官職人員出任議員。

### 程序發展
18世紀後期，越來越多的議員采用皇室管家一類職位（主要使用齊爾滕百戶管家一職）來辭任國會。首個使用齊爾滕百戶管家一職的是約翰·皮特，他希望能辭去其於韋勒姆的議席，以角逐多切斯特選區之補選。當時法律規定國會議員不得成為候選人。皮特於1750年5月致函時任首相亨利·佩勒姆，指出其已獲邀參與多切斯特選區之補選，並懇請「國王陛下再賜新恩，使我得以繼續效力」。佩勒姆及後致函老威廉·皮特，表明他將尋求喬治二世協助。皮特在1751年1月17日獲任命為齊爾滕百戶管家，並隨後在無對手競爭下自動當選多切斯特之國會議員。羅富特莊園管家一職則於1842年4月6日，由蒙特羅斯市鎮群議員帕特里克·查默斯因健康原因請辭而首見使用。
理論上，財政大臣有權拒絕相關職位之申請，惟迄今最後一次已為1842年拒絕車路士子爵之辭職申請。在1856年針對將詹姆斯·薩德利爾（James Sadleir）逐出國會的辯論中（薩德利爾因詐欺罪而潛逃國外），時任政府承諾會拒絕薩德利爾提出的任何辭職申請。（薩德利爾及後於1857年2月被逐出國會）而當埃德溫·詹姆斯在1861年因背負一萬英鎊債務而辭去議席時，其任命書改爲不再稱呼齊爾滕百戶管家為一榮譽職位。1884年，查爾斯·布萊德勞第三次因宣誓問題辭任國會議員（其先前已於1881年及1882年兩度辭任議員），引發倫道夫·邱吉爾強烈抨擊格萊斯頓的自由黨政府，指責政府容許布萊德勞再次證明其在選民中的受歡迎程度。

### 部長級補選
《1705年攝政法令》及之後的《1707年皇位繼承法令》均將閣員職位視作皇室官職。因此，當議員出任政府閣員（包括首相在内）時，同樣會喪失其下議院議席，而須透過部長級補選才能重獲議席。1919年的《閣員重選法令》（Re-election of Ministers Act 1919）規定，在大選後九個月內被任命為閣員者，無需再參與補選；而1926年該法令獲進一步修訂，全面廢除了部長級補選制度。

### 新芬黨議員辭職
2011年1月20日，新芬黨議員格里·亞當斯向議長遞交辭職信，但並未申請任何皇室官職。（此舉在新芬黨政治立場上不可接受）1月26日，財政部發言人表示：「依照長期以來的慣例，財政大臣已將此信視為申請羅富特莊園管家兼行政官一職，並已批准該任命。」時任首相大衛·卡梅倫在首相答問環節時稱亞當斯「已接受皇室官職」，亞當斯本人則予以否認；他僅表示拒絕接受該職銜，但並未否認此舉使其得以辭去議席之效力。
另一位新芬黨議員馬丁·麥吉尼斯於2013年1月2日辭去議員職務，並獲任命為羅富特莊園管家兼行政官。麥吉尼斯也聲明他拒絕接受該職銜。

## 現行程序

### 法律
1975年通過的《下議院喪失資格法令》整合過往與國會議員辭職相關之法令。法令第四條表明：
就本法令有關下議院議員爲了辭去議席而喪失資格的條文而言，國王下轄之斯托克、德斯伯勒、伯納姆三個齊爾滕百戶的管家或行政官的職位，或羅富特莊園的管家或行政官的職位，須視為包括在本法令附表一第三部所描述的官職之中。
附表一列出了會導致國會議員喪失資格的官職。根據法令第六條，出任該等官職之議員，其議席即告懸空；若官職擔任者在選舉中贏得議席，該選舉亦即告無效。

### 辭職公告與動議
欲辭職的議員會向財政大臣提出申請，並由其簽署委任令，將該議員任命至任一官職。獲任者將一直出任該官職，直至另一名議員獲任命或其自行申請解除。任命獲解除後其即恢復出任國會議員的資格。
當議員獲委任後，財政部會發布公告如下：
「財政大臣已於今天任命（某人）為（三個齊爾滕百戶／羅富特莊園）管家兼行政官。」
下議院議長在獲悉該任命後，下議院議程紀錄會登載該任命及所導致之議員資格喪失：
通告（由議長提交本院省覽）：「財政大臣今日已任命（選區名稱）議員（某人）為（三個齊爾滕百戶／羅富特莊園）管家兼行政官。」
其後，前議員所屬之政黨會動議發布選舉令狀以舉行補選（若該議員為無黨籍、所屬政黨並無其他議員或信奉弃权主义，則由政府動議），並登載至下議院議事錄。
議定，
議長發出令狀指令皇室執行秘書撰擬新令狀，以選出一名議員代替（某人）代表本屆議會（選區名稱）（郡／自治市鎮）選區。（某人）自當選該選區後，已獲任命為（白金漢郡國王下轄之斯托克、德斯伯勒、伯納姆三個齊爾滕百戶管家兼行政官／約克郡國王下轄之羅富特莊園管家兼行政官）。
上述公告及動議的措辭可能略有差異。

## 歷史上使用過的職位
以下職位曾被下議院用以辭去議席，但目前已不再使用：
- 伯克郡東亨德雷德莊園管家兼行政官（Steward and Bailiff of the Manor of East Hendred, Berkshire）：首見於1763年11月愛德華·索斯韋爾（英语：Edward Southwell, 20th Baron de Clifford）辭去於布里奇沃特之議席以角逐格洛斯特郡選區之補選，一直使用至1840年。莊園在1750年前為皇室所有。由於莊園管有公簿租地（英语：copyhold），需設有莊園法庭（英语：Manorial court）以處理租戶事務，故此職並非全無職責。[41]1806年及1808年發出的委任令均表明此職現「被下議院用以辭去議席，實際管理事宜則由副管家負責。」[41]莊園在1823年被放售。[1]
- 約克郡亨普霍姆莊園管家（Manor of Hempholme, Yorkshire）：此莊園在1750年前為皇室所有，但其地權被出租至1835年。職位於1845年首次用以辭去議席，一直至1865年。莊園在1866年被放售。[1][41]
- 芒斯特沒收吏（Escheator of Munster）及阿爾斯特没收吏（Escheator of Ulster）：沒收吏負責確保王室接管因土地持有人去世時缺乏繼承人或被剝奪公權（英语：Attainder）而充公之財產。英格蘭君主從1256年開始為愛爾蘭全境委任一位没收吏，該職位及後在1605年照愛爾蘭之傳統省份被分為四個職位：倫斯特沒收吏、芒斯特沒收吏、康諾特沒收吏、和阿爾斯特沒收吏。沒收吏之職責從查理二世時代開始變得可有可無。此兩個職位從1793年起被愛爾蘭下議院（及1800年後的聯合王國下議院）用以辭去議席，一直至1820年。職位在1838年被廢除。[42][41][1]
- 萨塞克斯郡舊索勒姆莊園管家（Steward of the Manor of Old Shoreham, Sussex）：此莊園為康沃尔公国之財產，故史料並不肯定爲何此職位被視作一皇室職位。職位首見於1756年，並在莊園於1799年被諾福克公爵買下後被廢除。[41]
- 萨塞克斯郡波伊寧斯莊園管家（Steward of the Manor of Poynings, Sussex）：與東亨德雷德莊園管家類似，此職並非全無職責。莊園原為蒙塔古子爵（英语：Viscount Montagu）之財產，在其絕嗣後收歸王室所有。[43]此職只被使用過兩次：一次在1841年，第二次是在1843年。[41]